# Gheorghe Cialâk
Gheorghe Cialâk, romunski general, * 1886, † 1977.